# Club Atlético River Plate 1910
Questa voce raccoglie le informazioni riguardanti il Club Atlético River Plate nelle competizioni ufficiali della stagione 1910.

## Stagione
Il torneo iniziò con due pareggi e una sconfitta contro l'Alumni. Vinse poi tre partite consecutivamente; questa serie fu interrotta dalla sconfitta per 0-4 contro l'Estudiantes. Al termine della Copa Campeonato il River si classificò al settimo posto su nove squadre.

## Maglie e sponsor
| Casa |

## Rosa
| N. |                      | Ruolo | Calciatore          |
| -- | -------------------- | ----- | ------------------- |
|    | Argentina (bandiera) | P     | Alejandro Luraschi  |
|    | Argentina (bandiera) | P     | Luis Solans         |
|    | Argentina (bandiera) | D     | Pedro Calneggia     |
|    | Argentina (bandiera) | D     | Arturo Chiappe      |
|    | Argentina (bandiera) | D     | Falco Contratti     |
|    | Argentina (bandiera) | D     | J. A. Filipini      |
|    | Argentina (bandiera) | C     | Ángel Angotti       |
|    | Argentina (bandiera) | C     | Atilio Badaracco    |
|    | Argentina (bandiera) | C     | Ramón Lamique       |
|    | Argentina (bandiera) | C     | Agustín Lanata      |
|    | Argentina (bandiera) | C     | Bernardo Messina    |
|    | Argentina (bandiera) | C     | Ernesto Palma       |
|    | Argentina (bandiera) | C     | Lázaro Peria        |
|    | Argentina (bandiera) | C     | Francisco Priano    |
|    | Argentina (bandiera) | C     | Antonio Sparnocchia |
|    | Argentina (bandiera) | A     | Donato Abbatángelo  |

| N. |                      | Ruolo | Calciatore            |
| -- | -------------------- | ----- | --------------------- |
|    | Argentina (bandiera) | A     | Antonio Ameal Pereyra |
|    | Argentina (bandiera) | A     | Adrián Bergogne       |
|    | Argentina (bandiera) | A     | Fernando Cruz         |
|    | Argentina (bandiera) | A     | Johnny Diggs          |
|    | Argentina (bandiera) | A     | Elías Fernández       |
|    | Argentina (bandiera) | A     | Jorge Fernández       |
|    | Argentina (bandiera) | A     | Luis Galeano          |
|    | Argentina (bandiera) | A     | A. Lanzillotti        |
|    | Argentina (bandiera) | A     | Antonio Martínez      |
|    | Argentina (bandiera) | A     | P. Mes                |
|    | Argentina (bandiera) | A     | Atilio Peruzzi        |
|    | Argentina (bandiera) | A     | Silvio Politano       |
|    | Argentina (bandiera) | A     | Arturo Prandoni       |
|    | Argentina (bandiera) | A     | A. Somaruga           |
|    | Argentina (bandiera) | A     | Ramón Zucchi          |

## Statistiche

### Statistiche di squadra
| Competizione    | Punti | Totale | Totale | Totale | Totale | Totale | Totale | DR  |
| Competizione    | Punti | G      | V      | N      | P      | Gf     | Gs     | DR  |
| --------------- | ----- | ------ | ------ | ------ | ------ | ------ | ------ | --- |
| Copa Campeonato | 12    | 16     | 4      | 4      | 8      | 27     | 37     | -10 |
| Totale          | -     |        |        |        |        |        |        | -   |